# Spartonoica maluroides
A Spartonoica maluroides a madarak (Aves) osztályának verébalakúak (Passeriformes) rendjébe és a fazekasmadár-félék (Furnariidae) családjába tartozó Spartonoica nem egyetlen faja.

## Rendszerezése
A fajt Alcide d’Orbigny és Frédéric de Lafresnaye írták le 1837-ben, a Synallaxis nembe Synallaxis maluroides néven.

## Előfordulása
Dél-Amerikában, Argentína, Brazília, Paraguay és Uruguay területén honos. Természetes élőhelyei a édesvízi és sós mocsarak. Vonuló faj.

## Megjelenése
Testhossza 12–13 centiméter, testtömege 10–12 gramm.

## Életmódja
Ízeltlábúakkal táplálkozik.

## Természetvédelmi helyzete
Az elterjedési területe elég nagy, viszont nagyon szétapródozott, egyedszáma pedig csökken. A Természetvédelmi Világszövetség Vörös listáján mérsékelten fenyegetett fajként szerepel.